# Mnichowice (Grande-Pologne)
Pour l’article homonyme, voir Mnichowice (Basse-Silésie).
Mnichowice est une localité polonaise de la gmina de Bralin, située dans le powiat de Kępno en voïvodie de Grande-Pologne.